# Walter Hülphers (frikyrkopastor)
Ernst Walter Abraham Hülphers, född 24 juni 1875 i Västerås, död 7 maj 1949 i Stockholm, var en svensk frikyrkoman. Han var kusin till Walter Hülphers samt far till Torsten och Arne Hülphers.
Walter Hülphers var metodistpastor i olika församlingar i Sverige och Finland, var 1925–1933 distriktsföreståndare i Sverige och 1933–1941 pastor i Stockholms Trefaldighetsförsamling. Han utgav ett flertal skrifter i religiösa frågor.